# The Village 'Neath the Sea

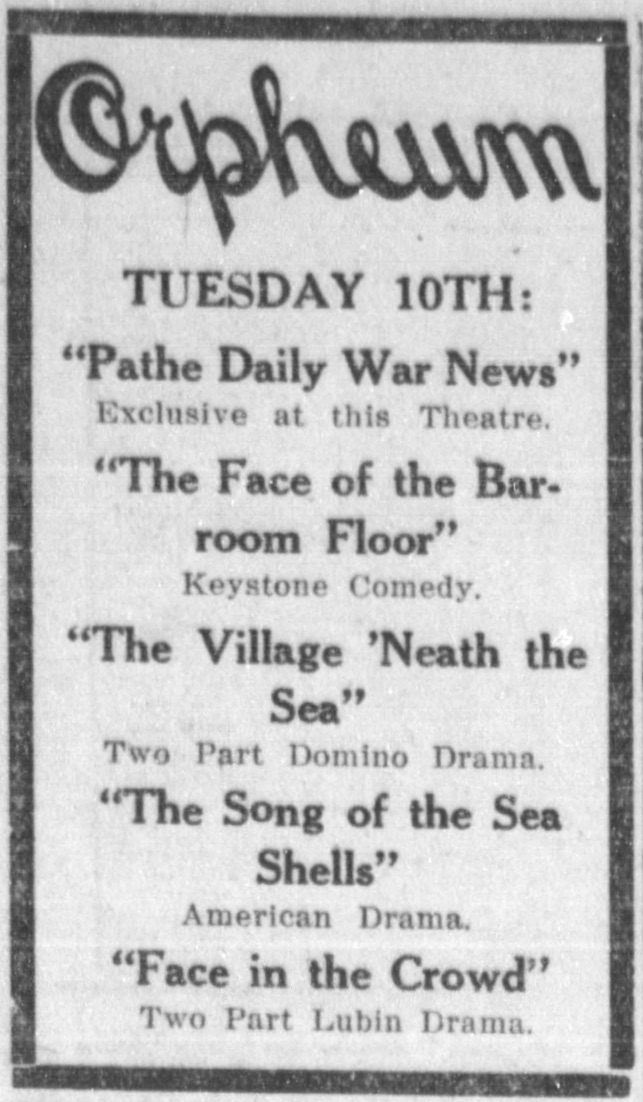
Affiche promotionnelle indiquant les sorties prochaines des films Orpheum en 1914.

The Village 'Neath the Sea est un film muet américain réalisé par Thomas H. Ince et Jay Hunt, sorti en 1914.

## Fiche technique
- Réalisation : Thomas H. Ince, Jay Hunt
- Durée : 20 minutes
- Date de sortie : États-Unis : 27 août 1914

## Distribution
- Sessue Hayakawa
- Tsuru Aoki
- Lone Bear
- White Star
- Ernest Swallow